# Personaggi de I segreti di Nicholas Flamel, l'immortale
In questa pagina sono descritti i personaggi e le creature presenti nella serie di romanzi fantasy I segreti di Nicholas Flamel, l'immortale, scritta da Michael Scott. Quanto riportato è tratto dalle descrizioni presenti nei libri, per cui alcune parti possono rappresentare delle anticipazioni per chi non li ha ancora letti.
Per un approfondimento sugli oggetti presenti nella serie, si veda: Oggetti de I segreti di Nicholas Flamel, l'immortale.

## Abramo il Mago
"... si diceva non essere né Antico Signore, né Arconte, ma qualcosa di più vecchio di entrambi, più vecchio perfino dei Signori della Terra. Si diceva che provenisse dal Tempo Prima del Tempo... I capelli biondi molto chiari, gli occhi grigi e la carnagione cerea suggerivano che provenisse da una delle lontane terre del nord, ma era molto più alto dei Popoli Nordici, e i suoi lineamenti erano più delicati, con gli zigomi alti e sporgenti e gli occhi leggermente inclinati all'insù; aveva anche un dito in più su entrambe le mani.".
A Danu Talis viveva in un'alta torre di cristallo bianco, situata su uno sperone di roccia chiamato Tor Ri "la Torre del Re". È stato lui a creare il Codice.
Sua moglie era Tsagaglalal.

## Signori della Terra
Sono le creature che vivevano sulla Terra prima dei Grandi Signori, durante il Tempo prima del Tempo.

### Iside e Osiride
Moglie e marito, sono i padroni del dottor Dee. "Erano alti e slanciati, con la pelle abbronzatissima... La donna aveva i capelli scuri molto corti, mentre la testa dell'uomo era rasata".
Sono zii di Aton ed Anubi e, come si scopre nel quinto libro, i genitori dei gemelli.
Nel sesto libro si scoprirà che sono gli unici Signori della Terra rimasti e che, in realtà, non sono i genitori naturali dei gemelli.

## Grandi Signori
Vivevano sulla Terra dopo i Signori della Terra e prima degli Arconti. Chiamati anche Grandi Antichi.

### Benzaiten
La Strega di Endor ritiene che sia una dei Grandi Signori. Ha reso immortale Niten.

### Thoth
Uno dei Grandi Signori che strapparono l'isola di Danu Talis dal fondo del mare. Nonno di Aton e padre di Amenhotep.

## Arconti
È un popolo antichissimo, che ha seguito i Grandi Signori ed ha preceduto gli Antichi Signori (o Antica Razza) con i quali si scontrarono per il dominio della Terra. Si dividono in Arconti minori e maggiori. Non possiedono la magia, ma hanno una forza ed una grandezza mostruosa e delle capacità chiamate Tecnologia degli Arconti.

### Cernunnos
Chiamato anche il Dio Cervo o il Dio Cornuto. È un arconte minore. Alto più di due metri, ha un volto bellissimo, due corna da cervo molto grandi e delle gambe di capra come un satiro. Ha una voce lieve e gli occhi hanno pupille a fessura orizzontali. Cammina avvolto in pelli di animali estinti ed utilizza una mazza ricavata dalla mascella di un animale preistorico. Ha la capacità di leggere nel pensiero oltre che, grazie alla sua tecnologia degli Arconti, di trasformare gli esseri umani in lupi dalla faccia umana e dare forma ad un essere vivente con il pensiero. Afferma che Clarent, la Lama del Codardo e Spada di Fuoco, appartiene a lui. Compare nel terzo libro aiutando Dee nel suo tentativo di cattura dei gemelli a Londra. Fa ciò per ripagare un antico debito che aveva con i padroni di Dee. Afferma che erano secoli che non metteva piede fuori dal suo Regno d'Ombra. Ha la peggio in uno scontro con Josh.

### Coatlicue
Coatlicue, detta la Madre di tutti gli Dei, è l'Arconte più potente. Ha dato origine al clan Vampiro. Dee la vuole riportare nel mondo dopo che i suoi Oscuri Signori lo hanno dichiarato loro nemico.
"Era una scienziata Arconte di grande bellezza. Ma si è sottoposta a degli esperimenti, che l'hanno resa orribile e pazza. Ora è una bestia feroce...".
"Coatlicue aveva un corpo vagamente femminile, ma con zampe di coccodrillo e due teste di serpente che si torcevano su un collo massiccio. Una lunga veste composta interamente di serpenti le copriva il corpo.".
Alla fine del quarto libro viene richiamata nel mondo da Josh e, poi, riportata indietro da Aoife, che se ne va con lei.

### Mimer
Ha donato ad Odino il suo occulto sapere in cambio dell'occhio destro.

## Antica Razza
L'Antica Razza è il popolo, dotato di magia, che regnava sulla terra al tempo dell'isola di Danu Talis. "L'Antica Razza governava questo pianeta da una grande isola continentale chiamata Danu Talis, che si stendeva dalle coste dell'odierna Africa alle sponde del Nord America, fino al Golfo del Messico.".
Hanno la capacità di legare a sé gli umani rendendoli immortali. Si dividono in Antichi Signori ed Oscuri Signori, i primi a favore del genere umano e i secondi contro. Si dividono anche in Prima Generazione e Nuova Generazione. Nessun appartenente all'Antica Razza è in grado di toccare il Libro di Abramo il Mago, perché contiene la Magia Primordiale, la magia più antica; i membri della Nuova Generazione riescono a guardarlo, ma non a toccarlo. La magia contenuta nel Libro aveva cacciato l'Antica Razza dal mondo degli uomini.
Sono soggetti al Cambiamento, che trasforma inesorabilmente il loro corpo. Ogni Cambiamento è unico, perché rispecchia il carattere ed i valori di ognuno.

### Ecate
Figlia di Perseo e di Astrea, Dea della Magia e degli Incantesimi, vive in California nella Mill Valley nel suo Regno d'Ombra ed è chiamata anche la Dea dai Tre Volti in quanto la mattina è una ragazza, il pomeriggio è una donna adulta e la sera è una donna anziana.
Vive dentro il grande albero Yggdrasill cresciuto da un seme proveniente da Danu Talis insieme ai Torc Allta i cinghiali mannari. Yggdrasill arriva con le sue radici fino al Regno d'Ombra di Hel e con la chioma sorregge il Regno d'Ombra di Asgard dimora di Odino. È stata lei con la sua magia a far crescere il grande albero ed esso la ricambia alimentando i suoi poteri.
In gioventù era una grande amica della strega di Endor e di suo fratello Prometeo e innamorata di Odino, l'unico altro Antico Signore che possedesse una copia di Yggdrasill ed a cui Ecate ha regalato due corvi magici Maninn e Huginn. Viene detto che non si è mai schierata nella lotta tra Oscuri Signori e Antichi Signori. È lei a risvegliare i poteri di Sophie. Viene uccisa da John Dee che colpisce con Excalibur la Spada di ghiaccio Yggdrasill e di conseguenza colpisce anche Ecate, che stava combattendo contemporaneamente contro Morrigan e Bastet.
La Strega di Endor afferma che per quanto non gli piacesse si trattava di una di famiglia e doveva essere vendicata incaricando Scathach della cosa. Dee afferma invece che Ecate fosse una nota criminale bandita da Danu Talis per i suoi esperimenti con gli animali.

### Bastet
Oscura signora residente a Bel Air (Los Angeles), Bastet è chiamata anche la Dea Gatto in quanto ha il corpo di donna ma la testa e gli artigli di un gatto. Era adorata nell'antico Egitto. Compare nel primo libro quando combatte assieme a Morrigan (sua nipote) contro Ecate (sua sorella). Nel terzo libro si scopre che è la sorella di Marte Ultore e che gli vuole molto bene. Ricompare nel terzo libro, a Londra, dove prima aiuta Dee nell'assalto della fortezza di Palamede e Shakespeare, poi informa gli Oscuri Signori del fallimento del Mago.
È la madre di Aton e Anubi e ha governato Danu Talis per migliaia di anni insieme a suo marito Amenhotep.
Spinge suo figlio Anubi ad imprigionare Aton e a cercare di uccidere i gemelli.
Ha il terrore di Tsagaglalal.

### Black Annis
Nominato nel primo libro. Non si sa molto di questo Antico Signore a parte il fatto che risieda nelle Catskills, che sia imprevedibile e che sia capace di risvegliare i poteri delle aure umane, come Ecate.

### Persefone
Antica Signora risiedente in Canada. Viene nominata nel primo libro in quanto in grado di risvegliare i poteri degli umani come Ecate. Viene detto che per colpa dei suoi lunghi anni passati in un Regno d'Ombra è uscita di senno ed ora è pericolosissima.

### Nocticula
Antica Signora risiedente in Austria. Viene nominata nel primo libro in quanto in grado di risvegliare i poteri degli umani, come Ecate.

### Eritone
Antica Signora risiedente in Tessaglia. Viene nominata nel primo libro in quanto in grado di risvegliare i poteri degli umani, come Ecate.

### Strega di Endor
Il suo vero nome è Sofonia, ma preferisce essere chiamata Dora. Questa antica signora, Signora dell'Aria, è la nonna di Aoife e Scathach (che una volta ha cercato di dare in sposa a Nabucodonosor). È sorella di Prometeo e, una volta, moglie di Marte Ultore che in seguito ha maledetto per amore.
Viene descritta come disordinata, vendicativa e letale. Marte afferma che una volta ha trasformato una legione romana in statuette grandi come un'unghia per portarle poi come una collana e che un tempo collezionava dei fermacarte d'ambra, al cui interno erano racchiuse le persone che l'avevano contrariata.
Ha sacrificato i suoi occhi per avere la capacità di vedere il futuro. Adesso al posto degli occhi ha due specchi e riesce a vedere solo attraverso i riflessi degli specchi.
Risiede a Ojai dove ha un negozio di specchi e antiquariato. È lei ad insegnare a Sophie la Magia dell'Aria. Inoltre le passa tutti i suoi ricordi, in modo che aiutino la ragazza fornendole indicazioni.
La sua aura ha un odore dolceamaro di legno bruciato.

### Echidna
"... uno dei più malvagi rappresentanti dell'Antica Razza, evitata e temuta perfino dai suoi simili, perfino dagli Oscuri Signori.". La sfinge è una delle sue figlie.

### Hel
Antico Signore risiedente in un Regno d'Ombra sotto le radici di Yggdrasill, Niflheim. È un'acerrima rivale di Odino, pur essendone la nipote. Si sa che sta dando la caccia a Dee responsabile della distruzione di entrambi i Regni d'Ombra. Secondo le parole di Macchiavelli nessuno è mai sopravvissuto ad uno scontro con lei.
"Strisciava carponi. Bassa e tozza, somigliava a una donna. Lunghi capelli neri e oleosi le pendevano ai due lati del viso; la pelle del volto e delle braccia nude sembrava malata, cosparsa di chiazze bianche e nere... Un tempo era stata molto bella. I lineamenti erano quasi canini, con due robuste zanne che sporgevano dal labbro superiore. Gli occhi, infossati nel cranio, versavano senza sosta un liquido nero e fetido lungo le guance. Di quando in quando una lunga lingua spuntava dalle labbra, e la creatura si leccava l'icore".
Si allea con Odino per distruggere i mostri su Alcatraz.

### Odino
Antico Signore con un occhio solo risiedente ad Asgard in un Regno d'Ombra sopra la chioma di Yggdrasill. Possiede un mantello fatto con la pelle di un orrendo drago Arconte. È lo zio di Hel.
Si sa che sta dando la caccia a John Dee responsabile della distruzione di entrambi i Regni d'Ombra. Appare per la prima volta mentre sorveglia il Dottore attraverso i suoi due corvi dono di Ecate di cui era innamorato, Manin e Hugin che significano Pensiero e Ricordo. Ha intenzione di vendicarsi sia di John Dee che di Virginia Dare, responsabile della morte del suo Antico Signore e amico di Odino.
Insieme con Hel e Marte combatte contro i mostri ad Alcatraz dove si sacrifica per permettere ai Flamel di risvegliare Areop-Enap.

### Areop-Enap
Antico Signore dalla forma di ragno gigante con la faccia umanoide, otto occhi e dimensioni enormi. Perenelle Flamel lo risveglia ad Alcatraz dopo che è stato imprigionato da Dee durante uno dei suoi lunghi sonni letargici. È sempre stato un alleato dell'umanità. In passato ha avuto alcuni scontri con Perenelle ma i due si alleano contro la Morrigan.
Sconfigge facilmente i mostri stipati su Alcatraz salvando gli immortali presenti.

### Marte Ultore
Dio greco-romano della guerra, in passato era conosciuto come Ares presso i Greci, Horus dagli egiziani, Nergal dai Babilonesi e prima ancora come paladino e difensore dell'umanità Huitzilopochtli prima di essere maledetto per amore dalla Strega di Endor (sua moglie) divenendo così Marte Ultore il Vendicatore. Viene chiamato anche il Dio Addormentato in quanto riposa sepolto nelle profondità delle catacombe di Parigi. Suoi figli erano Romolo e Remo. È fratello di Bastet, zio di Hel e cugino di Odino. La sua aura è rossa. I suoi servitori sono gli dei Phobos e Deimos dalla forma di satiri e rispettivamente divinità della paura e del panico di cui si nutrono. Sua sorella Bastet afferma che se fosse libero avrebbe il potere di devastare il mondo intero.
È lui a risvegliare i poteri di Josh, ma viene sepolto in un cumulo di ossa da John Dee con cui in seguito stringe un patto con l'obiettivo di liberarsi della sua maledizione.
Sua moglie Sofonia (la Strega di Endor) lo libera dalle catacombe affinché possa andare a San Francisco ad uccidere Dee, si sacrifica per salvare i Flamel sull'isola di Alcatraz.

### Iris
Nominata da Nicholas Flamel nel terzo libro. Si tratta della dea dell'Arcobaleno figlia di Elettra. In passato è stata salvata dalle sue sorelle dai Flamel e per questo ha donato all'Alchimista un braccialetto tratto dalla sua aura multicolore con il quale sconfigge tre Genii Cuculati.

### Tammuz
Detto l'Uomo Verde, ha il suo Regno d'Ombra nella Foresta di Sherwood, dove ha radunato tutti gli spiriti della foresta. Indossa sempre una maschera raffigurante un volto che sbuca da un cespuglio. Odia il Conte di Saint-Germain. È il padrone di Palamede il Cavaliere Saraceno che ha reso immortale per punirlo in seguito ad un omicidio. Ha, come Crono, il potere di viaggiare nel tempo, ma solo nel passato.

### Prometeo
Fu l'Antico Signore che con il fango creò gli uomini e per questo è odiato dagli altri Antichi Signori. È un Maestro del Fuoco ed è per questo che i protagonisti si rivolgono a lui perché insegni a Josh la Magia del Fuoco ed interceda con Crono in modo da salvare Scathach e Giovanna d'Arco dopo che credono che siano finite nella Preistoria. È il fratello della Strega di Endor e zio di Scathach e Aoife.
"Prometeo era enorme. Si avvicinava ai due metri e venti di altezza e sembrava pesare almeno un quintale e mezzo. Non c'era un solo grammo di grasso in tutto il corpo, soltanto muscoli".
Si sacrifica per salvare Niten dopo lo scontro con gli Sparti.

### Crono
Antico signore nominato nel quarto libro, in cui si afferma che abbia la capacità di viaggiare nel tempo e quindi in grado di salvare Scathach e Giovanna d'Arco.

### Quetzalcoatl
Quetzalcoatl (o Kukulkan), detto il Serpente Piumato, Oscuro Signore padrone di Billy the Kid, con cui non manca però di scontrarsi, e di Black Hawk. Abita vicino a San Francisco in una villa di campagna insieme ai suoi manufatti e alla sua enorme lince nera. Viene presentato come un uomo basso con una lunga coda di serpente piena di piume e di cui è molto geloso e che reputa bellissima. È amico fraterno di Aton, il padrone di Machiavelli.

### Aton
Noto anche con il nome di Akhenaton, è l'Oscuro Signore padrone di Niccolò Machiavelli che ha reso immortale nelle pochissime volte che ha visto. È lui a dare gli ordini all'italiano e si può notare una certa rivalità con il padrone di John Dee uguale a quella fra i due uomini immortali nonostante essi siano tutti dalla stessa parte. È amico fraterno di Quetzcoatl che ha salvato nei momenti direttamente successivi alla caduta di Danu Talis. La sua voce ha un accento egiziano molto antico.
Era il sovrano di Danu Talis e fratello di Anubi.

### Nereo
Il Vecchio del Mare. La metà superiore del suo corpo è umana, mentre la parte inferiore è quella di una piovra. Emana un tremendo fetore di pesce morto e di alghe marce. Le sue figlie sono le Nereidi.
"... un uomo basso e tarchiato, con una folta chioma che gli arrivava alle spalle e una lunga barba riccia. Una brutta scottatura gli sfregiava la fronte abbronzata, e aveva una serie di scottature simili sul petto e sulle spalle. Indossava un farsetto senza maniche fatto di foglie d'alga sovrapposte e cucite con dei tralci, e stringeva un tridente di pietra nella mano sinistra. ... Il Vecchio del Mare era umano soltanto dalla vita in su; sotto di lui, brulicavano lunghi tentacoli da piovra".

### Anubi
Fratello di Akhenaton, sovrano di Danu Talis.
Nei suoi laboratori si dedicava a creare ed allevare nuove specie ibridi (anpu, asterion, tigri con i denti a sciabola, ecc.).
Spinto dalla madre Bastet prova a rovesciare suo fratello Aton usando l'esercito di ibridi al suo servizio.

### Xolotl
Fratello gemello di Quetzalcoatl.
È uno scheletro con la testa di cane.
Ha la peggio in uno scontro con Billy the Kid e Black Hawk e viene divorato da un granchio gigante.

### Giano
Risiedeva a Danu Talis.
Ha quattro volti, ognuno capace di muoversi e di parlare indipendentemente dagli altri.

### Eris
La dea della discordia. Oscuro Signore che vive a San Francisco, nel quartiere di Haight Ashbury, dove "passa il suo tempo a fare l'uncinetto".

### Inanna
Una degli Antichi Signori più rispettati. Potente, letale, ma non nemica degli homines, si schiera con loro durante la rivolta di Danu Talis.

### Ard-Greimne
Ha il comando della gigantesca prigione di Danu Talis ed è responsabile del mantenimento dell'ordine nella città e nel territorio.
"Era basso, magro, dall'aspetto abbastanza ordinario. Portava minimi segni del Cambiamento: gli erano caduti i capelli, e il cranio gli si era allungato... Baffi rossi gli scendevano sotto il naso e si arricciavano oltre gli angoli della bocca; gli occhi erano di un verde sorprendente. Era vestito, come sempre, con un'arcaica veste lunga dal collo fino ai piedi, che lasciava però libero il braccio sinistro". È il papà di Scathach ed Aoife.

## Nuova Generazione
Appartengono comunque all'Antica Razza, ma non alla Prima Generazione, perché sono nati dopo la sparizione di Danu Talis.

### Scáthach
È chiamata anche Ombra, o Guerriera, o Vergine Guerriera. È un vampiro, ma appartiene ad un clan che non si nutre di sangue ma di emozioni. Dichiara di avere più di 2500 anni, ma si scoprirà che ne ha più di 10000. Ha l'aspetto di una ragazza di circa 17 anni, con i capelli di un rosso acceso e gli occhi verdi come l'erba. Dee afferma che tale aspetto sia dovuto ad una maledizione inflittagli per i suoi crimini.
È diventata una grande amica di Giovanna d'Arco, dopo averla salvata dal rogo.
È da lei che derivano tutte le arti marziali del mondo. Dee la definisce solo una mercenaria.
È imparentata con la Strega di Endor, che gli voleva far sposare Nabucodonosor ed è sorella gemella di Aoife, con la quale però non ha più contatti da secoli dopo aver litigato perché entrambe innamorate dello stesso uomo.

### Mórrígan
Conosciuta come la Dea Corvo, o Dea della Morte e della Distruzione. Ha due sorelle che sono imprigionate dentro il suo corpo: Badb e Macha. Dopo che ha assorbito le sue sorelle i suoi poteri si sono moltiplicati. Dee afferma che sarebbe in grado di risvegliare i poteri di un umano.

### Aoife
Chiamata anche Aoife delle Ombre, è la sorella gemella di Scathach. Compare nel quarto libro: è alla ricerca della sorella, dopo aver percepito che lei è scomparsa.
La sua aura è grigia.

## Altre creature

### Golem
Energumeni creati con fango e argilla, animati da un pezzo di carta con una runa posta nella loro bocca. Sono molto sensibili al clima caldo.

### Torc Allta
Sono cinghiali mannari; possono passare in qualsiasi momento dalla forma umana a quella animale, e viceversa. Sono stati creati da Ecate, sono la sua guardia e del suo Regno d'Ombra.

### Torc Madra
Lupi mannari.

### Nathair
Lucertole volanti.

### Sfinge
Figlia di Echidna. "...un enorme leone con le ali di un'aquila e la testa di una bellissima donna.". Viene incaricata di sorvegliare la cella del carcere di Alcatraz dove è stata rinchiusa Perenelle Flamel. Ha la capacità di risucchiare le auree altrui.

### Tulpa
Sono esseri creati con il solo pensiero, sfruttando i materiali circostanti.

### Dagon
Uomo Pesce, l'aiutante/segretario tuttofare di Machiavelli. È una creatura marina antichissima e odia la Vergine Guerriera.
A Danu Talis era un carceriere della prigione.

### Dísir
Guerriere Valchirie. Odiano l'Ombra e cercano di controllare Nidhogg che scatenano a Parigi.

### Nidhogg
Enorme mostro, in origine usato dagli Antichi Signori come arma contro i loro predecessori ed in seguito rinchiuso sotto le radici di Yggdrasill. Con la caduta dell'albero è libero e viene scaricato dalle Disir a Parigi dove viene ucciso da Josh con Clarent.

### Fobos e Deimos
Rispettivamente divinità della Paura e del Panico, di cui si nutrono, vivono al servizio di Marte Ultore in forma di satiri.

### Genii Cuculati
Detti anche Incappucciati, figli della Morte. Cercano di catturare Flamel e i due gemelli a Londra. Vengono sconfitti dall'Alchimista con un braccialetto dono di Iris.

### Cucubuth
"I cucubuth erano cacciatori, figli di un vampiro e di un Torc Madra, più bestie che uomini...".

### Dearg Due
Le Succhiasangue. Odiano i Cuccubuth.

### Driadi
Spiriti della Foresta. Si trovano nella foresta di Sherwood, al servizio dell'Uomo Verde. "Erano basse e snelle, con le braccia e le gambe allungate, gli occhi grandi e obliqui, le bocche come sottili linee orizzontali sul viso".

### Ptelea
È un'amadriade, che si trova nella foresta di Sherwood, al servizio dell'Uomo Verde. "Una figura alta e incredibilmente sottile... Il volto era quello di una donna bellissima, ma il corpo sembrava ricavato dal tronco di un albero. Braccia che terminavano in dita simili a ramoscelli giungevano fino a terra, e radici nodose prendevano il posto dei piedi.".

### Balanos
Amadriade della quercia.

### Donne-cervo
Una donna-cervo ha provocato la morte del padrone di Virgina Dare.

### Marethyu
È una creatura incappucciata, con un uncino che sostituisce la mano sinistra. "...c'era un uomo avvolto in un lungo mantello di pelle, con il cappuccio tirato... la metà inferiore del viso era nascosta da una sciarpa, lasciando in mostra solo un paio di vivaci occhi azzurri.". "Lunghi capelli biondi e sporchi gli ricadevano sulle spalle, e una frangetta tagliata male pioveva sopra i suoi occhi azzurri e inquietanti; una ruvida barba grigio-bianca gli copriva le guance e il mento".
Quando Perenelle era una bambina Marethyu le lasciò vedere il suo futuro e "il futuro del mondo. Non un futuro assoluto, ma un futuro possibile, una delle molte possibilità". È lui che ha venduto il Codice a Nicholas Flamel.
"È stato il grande burattinaio nel corso dei millenni, spingendo, spostando, muovendo tutti quanti noi".
Nella lingua di Danu Talis Marethyu "... non è un nome, è un titolo: significa Morte. Ma può anche significare "uomo"". "I Signori della Terra lo chiamavano Moros e i Grandi Antichi lo conoscevano come Mot, mentre gli Arconti lo chiamavano Oberour Ar Maro".
"Marethyu non era uno di noi. Non era un Antico Signore, né un membro della Nuova Generazione. Era - ed è - qualcosa di più e qualcosa di meno di tutti noi. Credo che sia uno degli homines".
Non possiede un'aura.
Nel sesto libro si scoprirà che in realtà egli è Josh.

### Nereidi
Creature marine, figlie di Nereo.

### Anpu
Uomini sciacallo al servizio di Anubi. "... alti guerrieri con la testa di sciacallo, gli occhi rossi e i denti a sciabola, con indosso un'armatura di cristallo nero e levigato".

### Torbalan
Chiamati anche hombres del saco. "In genere sono creature innocue, ma fungono da sentinella per altre molto più pericolose".
Vengono inviati da Hel alla ricerca di Dee.

### Lotan
Drago marino a 7 teste. Risucchia completamente le aure delle persone facendole morire.
Nel sesto libro viene chiamato Leviatano.

### Sparti
Draghi guerrieri che nascono da denti di drago piantati nella terra e nutriti col sangue. Sono programmati per obbedire alla prima persona che vedono.
"... hanno le gambe cortissime, il corpo lungo e la testa stretta. Possono correre a due o a quattro zampe e sono veloci, molto veloci".

### Donne gatto
Servitrici di Iside ed Osiride a Danu Talis.

### Asterion
Creature ibride, col corpo umano e la testa di toro, create da Anubis.

### Berserker
Creature con corpo umano e testa e zampe da orso nero.

### Creature imprigionate ad Alcatraz
Il dottor Dee ha imprigionato nelle celle di Alcatraz le peggiori creature, con lo scopo di scatenarle contro la città di San Francisco.

#### Oni
Demone giapponese. "... un uomo nerboruto con la pelle blu, una massa di neri capelli riccioluti e due corna ricurve in testa... Quelli con la pelle blu sono molto sgradevoli, ma quelli con la pelle rossa sono perfino peggio".

#### Dearg
"La creatura... bassa e tarchiata, aveva i lineamenti schiacciati di un bruto e il corpo ricoperto di unti peli rossicci... Impugnava una specie di clava ricavata dalla tibia di un animale che doveva essersi estinto prima che i dinosauri mettessero piede sulla terra. Gli occhi del mostro avevano il colore della neve sporca; le zanne erano spaventose".
I maschi si chiamano fir dearg, le femmine mna dearg.

#### Vetala
Bevitori di sangue. Creature simili ai vampiri, ma con un corpo da cavallo magrissimo.

#### Nue
Creatura leggendaria giapponese, imprigionata da Dee nelle celle di Alcatraz. "... soltanto la testa era quella di una scimmia: il corpo era a strisce, come quello di un procione, le zampe erano da tigre, e al posto della coda c'era un lungo serpente nero... E uno dei nue più famosi era stato ucciso da Niten".

#### Pooka
Mostro con la testa di capra.

#### Cinghiale calidonio
Somiglia ad un cinghiale, ma è grande come un toro. Ha un paio di zanne lunghe come il braccio di un uomo.

#### Popolo Muschioso
"Tozzi e rachitici, con la pelle che aveva la consistenza della corteccia di un albero, erano ricoperti da uno spesso strato di muschio; erano armati soltanto di spade e lance di legno, ma quelle armi erano letali".

#### Domovoi cornuti
"Alti quanto un neonato, e completamente ricoperti di pelo tranne che intorno agli occhi, pizzicavano e mordevano, chinando la testa per colpire con le corna tozze ma taglienti come rasoi".

#### Karkinos
Un granchio gigante, di colore arancio brillante.

#### Unicorni monocerati
Animali provenienti dall'India, con la testa color rosso sangue, con un orrendo corno tricolore spiraliforme lungo più di un metro.

## Fantasmi
Infestano l'isola di Alcatraz e molti altri luoghi.

### Jefferson Miller
È un fantasma presente nel quartier generale della Enoch Enterprises (la società di Dee), a San Francisco, dove aveva lavorato per 30 anni come addetto alla sicurezza. Aiuta Perenelle, che vi era tenuta prigioniera, a comunicare con Nicholas.

### Juan Manuel de Ayala
Fantasma di un tenente spagnolo che, nel 1775, fu il primo europeo a scoprire l'isola di Alcatraz, alla quale ha dato il nome (Isla de los Alcatraces, Isola dei Pellicani). Dopo la morte il suo spirito è tornato ad abitare sull'isola. Aiuta Perenelle Flamel quando la donna si trova prigioniera sull'isola.

## Umani (Homines)

### Prima Gente
"In un'epoca remota, nella Città Senza Nome ai confini del mondo, l'aura ardente di Prometeo aveva trasfuso una scintilla di energia nell'argilla inerte, portandola in vita. Quelle creature d'argilla erano diventate la Prima Gente: mostruose nell'aspetto senza essere mostri, diverse da tutto ciò che il mondo avesse mai conosciuto. Create dal fango, deformi, con la testa calva e sproporzionata rispetto al collo esile, il volto inespressivo e incompleto e una vaga impronta al posto degli occhi e della bocca; avevano seguito Prometeo attraverso tutti i Regni d'Ombra, ispirando miti, leggende e terrore. Erano sopravvissute millenni.".

#### Gilgamesh il Re
È il più antico umano immortale. Vive a Londra come un barbone. È lui ad addestrare Josh e Sophie nella Magia dell'Acqua.
Nel quinto libro si scopre essere fratello di Tsagaglalal, e come lei anche lui è stato reso immortale da Abramo.

#### Tsagaglalal
Colei che Vigila. Era la moglie di Abramo il Mago ed è la sorella di Gilgamesh il Re. La sua aura è bianca e profuma di gelsomino.
Abramo l'ha resa immortale usando il sapere proibito degli Arconti e l'ha incaricata "di proteggere le tavolette di smeraldo e di vegliare sugli Oro e sugli Argento, e di esserci alla fine, quando avrebbero avuto bisogno di me".
Insegna a Sophie la Magia della Terra.

### Umani immortali
La maggior parte degli umani immortali ha ricevuto l'immortalità in dono da un Antico Signore; in questo modo l'Antico Signore diventa il padrone dell'umano e gli può togliere l'immortalità in qualsiasi momento, semplicemente toccandolo.
Alcuni umani, invece, sono riusciti a scoprire da soli il segreto dell'immortalità e, quindi, non dipendono da nessun Antico Signore. Per esempio: i coniugi Flamel ed il Conte di Saint-Germain. Alcuni umani, come Virginia Dare, per paura di vedersi revocare l'immortalità hanno ucciso il loro Antico Signore, l'unico in grado di togliergliela.

#### Coniugi Flamel
Vivono a San Francisco, con il falso nome di Nick e Perry Fleming. Da secoli sono alla ricerca dei gemelli della leggenda. "Si erano sposati il 18 agosto 1350, e si poteva contare sulle dita di una sola mano il numero di mesi in cui erano rimasti separati nel corso dei secoli successivi". Dopo che Dee ruba il Codice nel primo libro i due coniugi cominciano ad invecchiare molto velocemente.

##### Nicholas Flamel
"Era un uomo di aspetto piuttosto comune: di altezza e corporatura medie, non aveva tratti distintivi particolari, fatta eccezione per gli occhi, talmente chiari da sembrare quasi bianchi. I capelli neri avevano un taglio molto corto, che seguiva la forma del cranio, e il mento era sempre ricoperto da una barbetta ispida...".
È chiamato anche l'Alchimista ed è il custode del Codice, o Libro di Abramo il Mago. A San Francisco possiede la Piccola Libreria. È nato in Francia nel 1330 ed è, da secoli, alla ricerca dei gemelli della leggenda.
La sua aura è di colore verde e profuma di menta piperita. Si tratta del miglior alchimista mai esistito, tuttavia, il dottor Dee afferma che in quanto stregone è più debole di sua moglie e come negromante è infinitamente più debole dell'inglese.

##### Perenelle Flamel
"... era una donna alta ed elegante, di un'età imprecisata fra i quaranta e i sessanta. In passato era sicuramente stata bellissima, ed era ancora molto attraente. Gli occhi erano del verde più chiaro e luminoso... I capelli, un tempo neri come l'ebano, adesso erano striati di fili d'argento, e Perry li portava in una complicata coda di cavallo intrecciata, che le arrivava quasi all'altezza della vita.".
È chiamata anche la Fattucchiera ed è la moglie di Nicholas. Più vecchia di Nicholas di 10 anni, Perenelle Delamere è nata a Quimper (Francia) ed è la settima figlia di una settima figlia. Ha il dono di poter vedere e parlare con le ombre dei morti.
A sei anni sua nonna la portò a conoscere Marethyu, l'uomo incappucciato, che le fece conoscere il futuro.
La sua aura è bianca. Viene definita una strega molto potente e Dee la ritiene molto più pericolosa di suo marito.

#### John Dee
"Era un uomo basso, dall'aria piuttosto ricercata... I capelli grigio ferro, legati in una stretta coda di cavallo, lasciavano scoperto un volto spigoloso, mentre una barba triangolare molto curata, nera per la maggior parte, ma qua e là brizzolata di grigio, circondava la bocca e copriva il mento."
Detto il Mago, è l'antagonista principale della serie: è un alchimista, un mago, uno stregone e un negromante; uno degli uomini più potenti e pericolosi del mondo. La sua aura è gialla ed odora di zolfo.
È stato reso immortale da un Oscuro Signore sconosciuto che sembra essere quello più potente di tutti. Nel quinto libro si scopre che i suoi padroni sono Iside ed Osiride. I suoi padroni lo hanno sempre protetto dagli altri Oscuri Signori che lo volevano morto per i suoi fallimenti. In passato ha avuto una relazione con Virginia Dare.
Per molti secoli ha dato la caccia ai Flamel per potersi appropriare del Codice, viene affermato che fu lui a provocare il grande incendio di Londra del 1666 e la grande carestia irlandese nell'Ottocento durante i suoi tentativi di uccidere i due.

#### Niccolò Machiavelli
Descritto come uno degli uomini più pericolosi e intelligenti del mondo, tanto che secondo Nicholas Flamel, il dottor Dee è un dilettante al suo confronto. Anche Bastet lo trova utile paragonandolo ad un bisturi preciso al confronto del dottore inglese che considera "uno spadone, rozzo e maldestro". Collaboratore di Dee, con cui è spesso in competizione, Machiavelli appare per la prima volta nel secondo libro dove mostra subito tutta la sua potenza creando un Tulpa con la cera delle candele della Basilica del Sacro Cuore mentre ancora stava viaggiando in macchina per le strade di Parigi. In seguito viene rivelato che ricopre la carica di capo dei servizi segreti francesi e che da secoli manovra di nascosto i fili della politica in Europa. La sua aura è grigia e sa di serpente.
È stato reso immortale da Aton, nel 1527.
Pur lavorando con Dee per gli Oscuri Signori dichiara di non condividere i metodi del mago inglese che lo hanno reso cinico e distaccato, come i suoi padroni, dimostrando di avere ancora umanità come mostra quando prova pietà per la sorte di Nidhogg e tristezza nel rovinare la facciata di Notre-Dame, oppure rivolgendosi in maniera cordiale sia a Josh che a Billy the Kid ed esprimendo sincera amicizia nei confronti di Dagon. Non è molto bravo a guidare ma a differenza di altri immortali come Nicholas Flamel si trova bene con la tecnologia moderna come i computer.
È il primo ad intuire, all'inizio del terzo libro, la spaccatura all'interno della fazione degli Oscuri Signori capendo che, seppure al comando, i padroni di Dee non sono amanti dagli altri Oscuri Signori. Capendo questo, Machiavelli si rifiuti di prendere ordini dai padroni di Dee ma solo da Aton.

#### Caterina de Medici
Viene nominata da Machiavelli e Dagon come uno degli immortali residenti a Parigi e non fedeli agli Oscuri Signori. Vive dalle parti di Due du Dragon e Machiavelli la definisce leale solo a se stessa.

#### Giovanna d'Arco
Ha sposato, in segreto, il Conte di Saint-Germain, con il quale vive a Parigi. Ha un'aura completamente d'argento puro, come Sophie, che profuma di lavanda. È una grandissima amica di Scathach che l'ha salvata dal rogo e gli ha trasfuso il suo sangue rendendola immortale. Durante la trama finisce con l'amica nella preistoria per colpa di un portale, che poi si rivela essere il Regno d'Ombra di Marethyu.

#### Conte di Saint-Germain
Vive a Parigi con sua moglie (Giovanna d'Arco). È un cantante famoso. È un Maestro del Fuoco ed addestra Sophie nella Magia del Fuoco. Nessuno sa come abbia fatto ad ottenere l'immortalità, anche se si può immaginare sia diventato immortale grazie a trasfusione di sangue con Giovanna d'Arco. È odiato da Tammuz e da Aoife e viene accusato di aver rubato a Prometeo la Magia del Fuoco cosa che lui stesso ammette di aver fatto. La sua aura odora di legna bruciata.

#### Palamede
Detto il Saraceno. Cavaliere della corte di Re Artù è stato reso immortale da Tammuz per punizione. Insieme a Shakespeare vive a Londra in una discarica costruita come fortezza. Tende a non schierarsi nei conflitti anche se quando costretto combatte per l'umanità. Non prova un grande simpatia per Nicholas Flamel che incolpa per le moltissime morti mietute dal Dottor Dee nell'inseguire l'Alchimista. La sua aura sa di chiodi di garofano.

#### William Shakespeare
Detto il Bardo. Vive a Londra, insieme a Palamede, in una discarica costruita come fortezza. La sua aura è gialla e sa di limone. Asserisce di non credere nell'igiene personale tanto da non lavarsi mai puzzando sempre in maniera repellente. Palamede afferma che quando è agitato gli piace cucinare anche se non ne è minimamente capace.
Nel 1576, quando aveva solo 12 anni, fu apprendista di Flamel, che aveva una piccola libreria a Stratford. Poi si lasciò convincere da Dee a diventare suo apprendista e, grazie a lui, diventò un famoso poeta.
Ebbe tre figli: Susanna, la primogenita, e poi i gemelli Hamnet e Judith. Dee in qualche maniera aveva scoperto che Shakespeare avrebbe avuto dei gemelli e credendo che i suoi figli fossero i due della profezia aveva attirato a sé il Bardo. Nel 1596, a Londra, Dee propose alla moglie di Shakespeare di istruire i gemelli, ma il Risveglio uccise Hamnet (che aveva solo 11 anni). Da quel momento Shakespeare odia Dee "in un modo che non puoi nemmeno cominciare a comprendere".

#### Billy the Kid
Giovane fuorilegge reso immortale da Quetzalcoatl, sta dalla parte degli Oscuri Signori ma dimostra di non aver paura di entrare in conflitto con il suo padrone. Collabora con Machiavelli. Sembra valutare l'idea di uccidere Quetzalcoatl per scongiurare l'ipotesi della revocazione della sua immortalità.
La sua aura è di colore rosso-violaceo ed ha un profumo esotico di pepe rosso di Caienna.

#### Niten (Miyamoto Musashi)
Chiamato anche lo Spadaccino, vive a San Francisco ed è un vecchio amico di Aoife. Possiede una casa galleggiante ormeggiata nella baia di Sausalito. "È senza dubbio il più grande spadaccino del mondo, l'unico tra gli homines ad avere mai sconfitto Scathach in duello. ... Niten viaggia per il mondo e per i vicini Regni d'Ombra alla ricerca di avversari, soltanto per perfezionare le sue abilità. Pare che sia stato reso immortale nel Diciassettesimo secolo da Benzaiten... Niten era noto anche con il nome di Miyamoto Musashi".
La sua aura è di colore blu e profuma di tè verde, intenso e speziato. È innamorato di Aoife e, alla fine, la sposa.

#### Virginia Dare
Umana immortale statunitense, in possesso di un flauto magico potentissimo. Alleata e forse ex-amante di Dee. Viene descritta come una persona ambigua in quanto non schierata con nessuno nella guerra fra Antichi e Oscuri Signori, ma anche pericolosissima in quanto è riuscita ad uccidere l'Antico Signore che le aveva concesso l'immortalità in modo da non farsela più revocare e scatenando così le ire di Odino, amico di quell'Antico Signore.
La sua aura è di colore verde chiaro e profuma di salvia. Insegna a Josh la Magia dell'Aria.

#### Black Hawk
"Un nativo americano, alto, imponente, con la pelle ramata e i lineamenti scolpiti". È un amico di Billy the Kid e, come lui, appartiene a Quetzalcoatl. Il suo vero nome è Ma-ka-tai-me-she-kia-kiak.

#### Daniel Boone
Ha un'aura potentissima di colore grigio acciaio.

#### Geronimo
È un amico di Nicholas Flamel.

#### Federico Barbarossa
Si trova a Chicago.

#### Regina Zenobia
Nel sesto libro, insieme all'amazzone Pyrgomache, va in pullman a San Francisco per aiutare i Flamel e i loro amici.

#### Pyrgomache
È un'amazzone.
Nel sesto libro, insieme alla regina Zenobia, va in pullman a San Francisco per aiutare i Flamel e i loro amici.

#### Khutulun
Guerriera nipote di Kublai Khan, addestrata da Scathach e poi da Aoife. Alleva cavalli nel Kentucky.

#### Davy Crockett
Si trova a Seattle e, in auto, va a San Francisco per aiutare i Flamel e i loro amici.

### Altri umani

#### Gemelli della leggenda
Sophie e Josh hanno circa 15 anni e mezzo. Sono nati il 21 dicembre 1991 e sono figli di due archeologi, sempre impegnati nelle loro ricerche in giro per il mondo. Passano l'estate a San Francisco, ospiti di zia Agnes.

##### Sophie Newman
È la sorella gemella di Josh ed è la più vecchia (è nata 28 secondi prima). Possiede un'aura di argento puro che profuma di vaniglia. È stata risvegliata da Ecate in California e possiede la Magia dell'Acqua (insegnata da Gilgamesh), dell'Aria (insegnata dalla Strega di Endor) e del Fuoco (insegnata dal conte Saint-Germain).
Nel quinto libro viene addestrata nella Magia della Terra da Tsagaglalal.

##### Josh Newman
Fratello gemello di Sophie, lavora nella libreria di Nick Fleming (Nicholas Flamel). La sua aura è di oro puro, ancora più rara di quella di Sophie, e profuma di arance. È stato risvegliato da Marte a Parigi che gli ha passato anche le sue conoscenze militari. Utilizza la spada elementare Clarent e possiede la Magia dell'Acqua (insegnata da Gilgamesh) e del Fuoco (insegnata da Prometeo).
Nel quinto libro viene addestrato nella Magia dell'Aria da Virginia Dare. Alla fine del 6° libro diventa Marethyu.

#### Richard e Sara Newman
Sono i genitori di Sophie e Josh. Archeologi famosi in tutto il mondo, con un incarico temporaneo all'Università di San Francisco ed impegnati in uno scavo nello Utah. Alla fine si scoprono essere Iside e Osiride e che non sono i loro genitori naturali.

#### Zia Agnes
Vive a San Francisco, a Pacific Heights; è soprannominata da Josh "Zia Agonia". Ospita i gemelli durante la loro permanenza a San Francisco.
"La zia Agnes aveva ottantaquattro anni, e anche se la chiamavano "zia", in realtà non c'era una parentela di sangue... Zia Agnes era una vecchietta dolce ma scorbutica..."; "Era una donna magra e ossuta, tutta spigoli, con le ginocchia nodose e le dita gonfie per l'artrite. In gioventù era stata una grande bellezza, ma quella gioventù era passata da un pezzo. Non si era mai sposata...".
In realtà si scoprirà nel quinto libro che lei è Tsagaglalal "Colei Che Vigila", moglie di Abramo il Mago.

#### Elle
È un'amica di Sophie. Le piace Josh. Abita a New York.

#### Bernice
È la proprietaria del Coffee Cup di San Francisco dove lavora Sophie.

#### Zia Christine
Zia dei gemelli che vive a Montauk Point, dove vanno a trovarla ogni Natale.